# Bishōjo

Stile Moe

Una bishōjo (美少女? lett. "bella ragazza") è un personaggio tipo della cultura popolare giapponese, una ragazza giovane e bella, di solito liceale, o comunque al di sotto dell'età universitaria. L'attrazione verso i personaggi bishōjo è un concetto chiave nella sottocultura otaku (fan di manga e anime).

## Bishōjo nel manga e anime
I personaggi bishōjo sono presenti in quasi tutti i generi di anime e manga, specialmente nei dating sim e nelle visual novel (anche conosciuti come bishōjo games) e nei fumetti e cartoni animati giapponesi del genere harem. Spesso le caratteristiche dei personaggi bishōjo sono estremizzate ai limiti del cliché con caratteristiche anatomiche esagerate e personalità stereotipate.
Talvolta il termine viene confuso con il vocabolo shōjo (che rappresenta il genere di manga e anime prodotti per un pubblico femminile), che presenta un suono simile, ma bishōjo si riferisce al genere e alle caratteristiche dei personaggi, mentre "shōjo" si riferisce al pubblico cui fa riferimento. Anche se bishōjo non è un genere ma un tipo di character design, le serie che presentano in prevalenza questo tipo di personaggi, come gli anime di genere harem o le visual novel, sono qualche volta informalmente chiamate "serie bishōjo". Quindi si può trovare anche l'espressione bishōjo manga usata in maniera estensiva per definire il genere di fumetto. Poiché i disegni di queste serie, caratterizzati da un aspetto attraente dei personaggi femminili, sono il motivo maggiore che porta l'utenza a interessarsene, il termine è occasionalmente percepito negativamente, come un "genere" di opere che dipende solamente dalla commercializzazione dei personaggi femminili anziché dare spazio alla trama e ad altri contenuti.

## Interpretazioni
Ci sono diverse interpretazioni del fenomeno da parte degli studiosi. Secondo Cristiano Martorella l'affermazione dell'identità sessuale femminile sarebbe anche un'affermazione della propria personalità, perché la cultura giapponese non contrappone la sessualità al sentimento, come spesso invece accade nella cultura occidentale, e perciò i personaggi bishōjo non dovrebbero essere considerati negativamente. 
Questa prospettiva ribalta l'interpretazione del genere bishōjo come "commercializzazione di personaggi femminili", e propone invece una maggiore apertura mentale nei confronti della cultura giapponese.
L'argomento si inserisce anche nel dibattito sulla valutazione della devianza, delle trasgressioni giovanili, e del concetto di diversità,  e soprattutto riguarda il modo nel quale i giapponesi hanno adattato la cultura occidentale alla propria storia e tradizione, modificando e mutando aspetti apparentemente superficiali che però si rivelano essenziali se si studiano le dinamiche psicologiche degli esseri umani.